# Pokémon
Pokémon (ポケモン  Pokemon)  je multimilijunska Nintendova franšiza koju je stvorio Satoshi Tajiri 1995. godine. Iz prvobitnih Game Boy konzola videoigara nastale su Pokémon animirane serije, manga stripovi, TCG, akcijske figure, knjige i razni drugi mediji. Ime Pokémon skraćenica je japanske izvorne riječi ポケットモンスター Poketto Monsutā (ili "Pocket Monsters" na engleskom) te je kao takva, veoma česta u Japanu. U početku, Nintendo je doslovno preveo Poketto Monsutā – i, doista, "Pocket Monsters" videoigra ubrzo je nastala iste 1995. godine.
1996. godine dolazi do konflikta u Nintendu te uvjetuje promjenu imena iz "Pocket Monsters" u "Pokémon". Glavna fraza igre u japanskoj verziji bila je ポケモンGETだぜ! (Pokémon Getto Daze! – Let’s Get Pokémon! – Uhvatimo Pokémone!); u engleskoj verziji glasila je "Gotta catch 'em all!" ili na hrvatskom "Moraš skupit' sve!". Doduše, danas se te fraze više ne koriste jer je broj Pokémona od prvotnih 151 dostigao zavidnu brojku od 898 Pokémona, te bi bilo nemoguće pohvatati ih sve u samo jednoj igri (osim ako se ne koriste šifre i kodovi ili metode generiranja Pokémona kroz hakirane verzije igraćih konzola).
Ideja Pokémon serijala temelji se na hobiju skupljanja kukaca, popularnoj razonodi u kojoj je tvorac Pokémona, Satoshi Tajiri, uživao kao dijete. Tajirijeva formula prošla je u Japanu te je ubrzo prilagođena (i prevedena) 1998. za američko tržište, puštanjem videoigara Pokémon Red i Pokemon Blue. Ove igre dopuštale su igračima da pohvataju, skupljaju i treniraju stotinu neobičnih bića, poznatih kao Pokémoni, i jedne protiv drugih koriste u borbama povećavajući njihovu snagu. Ti bi Pokémoni zatim evoluirali u snažnije Pokémone, istodobno učeći snažnije napade. Pokémoni nikada ne umiru u bitkama, samo oslabe, ponekad do granice da se onesvijeste – ovo je za Tajirija bilo veoma osjetljiva tema jer nije htio popuniti svijet igara s još "besmislenog nasilja".
Pokémon je skupno ime za sve fiktivne vrste u Pokémon svijetu. Do danas, franšiza je dosegla zavidnu brojku jedinstvenih vrsta u kojima leži bit cijelog projekta te se broj Pokémona bitno povećao od prvobitnog 151džepnog čudovišta u početnim verzijama videoigara, Pokémon Red i Pokémon Blue(te Pokémon Green, ali samo u Japanu). Riječ Pokémon odnosi se na svakog Pokémona, doduše, u engleskom jeziku riječ ostaje nepromijenjena i za jedninu i za množinu. U hrvatskom jeziku, jednina glasi Pokémon, a množina Pokémoni. Svaka vrsta Pokémona ima svoje ime te se to ime koristi za jedinke te vrste kao i za cjelokupno ime vrste (npr. Cyndaquil – Cyndaquili, Bulbasaur – Bulbasauri).
Postoji više vrsta pokémona npr. vatreni, travnati...Vatreni pokemoni su jači od travnatih, ali ih u borbu nije dobro poslati ako je na polju vodeni ili zemljani tip (na eng. type).

## Pokémon generacije
Prvotne Pokémon videoigre bile su japanske RPG igre s elementima strategija te im je tvorac Satoshi Tajiri namijenio igranju na Game Boyu. Ove videoigre, njihovi nastavci, poboljšane inačice te prijevodi na engleski jezik i dalje se smatraju "glavnim" Pokémon videoigrama, videoigre na koje se odnose fanovi kada koriste izraz "Pokémon videoigre". Sveukupno, prodano je 143 milijuna kopija Pokémon videoigara (uključujući i njihove odgovarajuće konzole), što Pokémone čini drugom najprodavanijom franšizom ikad, nakon Nintendova Super Marija.
Sva licencirana Pokémon svojstva nadgledana od tvrtke The Pokémon Company strogo su podijeljena na generacije. Postoji osam generacija, koje su definirane Pokémonima koji se u njoj pojavljuju. Svaka od ovih generacija prvi je put uvedena s po dvije Pokémon videoigre za Game Boy konzole i njegove nasljednike (uključujući i Nintendo DS), počevši s (u većini zemalja) Pokémon Red i Blue i njihovom poboljšanom inačicom Pokémon Yellow za prvu generaciju, zatim Pokémon Gold i Silver s njihovom poboljšanom inačicom Pokémon Crystal. Nakon toga došle su Pokémon Ruby i Sapphire, praćene s Pokémon FireRed i LeafGreen, poboljšanim inačicama prvotnih igara te Pokémon Emerald, poboljšanim inačicama treće generacije igara. Četvrtu generaciju obilježilo je puštanje igara Pokémon Diamond i Pearl u prodaju, te njihove poboljšane inačice, Pokémon Platinum.2012. su izašli Pokemon Black i White, peta generacija, a malo poslije njih Black 2 i White 2, njihovi nastavci. Nintendo Switch je najnovija konzola na kojoj su 2018. izašli Pokémon: Let's Go, Pikachu! te Let's Go, Eevee!, a sljedeće godine Pokémon Sword i Shield.
Ove generacije strogo su kronološki podijeljene distribucijom; velik broj Pokémona iz sljedećih generacija pojavljuje se u animiranim serijama, manga stripovima ili TCG-u.

### Prva generacija
Prva je generacija započela s Pokémon Red i Blue videoigrama. Prva generacija predstavila je prvotnih 151 Pokémona (od Bulbasaura do Mewa), kao i osnove borbama Pokémona. U Japanu, prva je generacija uključivala Pokémon Red, Green i kasnije Blue (s promjenom crteža Pokémona i podlogom u špiljama), dok su druge zemlje započele s Red i Blue verzijama (obje su sadržavale obnovljene elemente), ali nikada nisu dobile Green verziju.
Ova je generacija kompletirana igrom Pokémon Yellow: Special Pikachu Edition, koja je slabo povezana s Pokémon animiranom serijom, u kojoj igrač započinje s Pikachuom koji odbija ući u svoju Pokéloptu, umjesto toga prateći trenera/igrača u stopu. Okrenuvši lice svom Pikachuu, igrači bi otprilike mogli prosuditi koliko ih njihov Pokémon voli. Ovi i još neki elementi slični su animiranoj seriji. Programeri su izmijenili pojavljivanja nekih trenera i Pokémona da bi igra što više nalikovala animiranoj seriji, uključujući i pojavljivanje Jessie i Jamesa, poznate članove Tima Raketa u glavnoj priči igre i animirane serije. Jessie i James koriste svoje prepoznatljive Pokémone (Koffing, Ekans i Meowth). Koffing i Ekans poslije evoluiraju u Weezinga i Arboka, ali Meowth ne evoluira.
Ove verzije igara bazirane su na Kanto regiji, ali se pravo ime te regije nije znalo do puštanja druge generacije. Prva je generacija isto tako upoznala igrače s idejom glavnog protivničkog trenera kojeg igrač susreće nekoliko puta tijekom igre, kao i s timom zlih Pokémon trenera.
Ove su igre bile kompatibilne s N64 igrama Pokémon Stadium i Pokémon Stadium 2. Poboljšane inačice prvih dviju Pokémon videoigara, zvane FireRed i LeafGreen, puštene su u prodaju u trećoj "Advance" generaciji.

### Druga generacija
Počevši s Pokémon Gold i Silver videoigrama, druga je generacija Pokémona donijela novih stotinu Pokémona (od Chikorite do Celebija), povisujući broj Pokémona na 251, te je donijela novu Johto regiju. Inovacije su uključivale i Game Boy Color IR priključak za dobivanje "Mystery Gift", sustava izmjene dana i noći, koncepta biljaka koje su aktivno rasle i rađale bobice (predmete s posebnim moćima iscjeljenja) i apricorne (za pravljenje posebnih Poké lopti). U ovoj igri, igrač je mogao promijeniti svoju sobu i urediti je prema svom ukusu, kao i uzgajati Pokémone. Uzgajanje Pokémona bio je (i ostao) jedini način dobivanja Pokémon beba (nove klase Pokémona). Istodobno, uvedena su dva potpuno nova tipa; tamni i čelični tip Pokémona. Čak su i sami Pokémoni dobili neka drukčija svojstva, a jedna od najznačajnijih promjena jest da su Pokémoni sada dobili spolove. Prije, jedini Pokémoni koji su imali točno određen spol bili su oni iz obitelji Nidoran, koji imaju neobično velik oblik spolnog dimorfizma. Još jedna značajna, iako manja, izmjena jest da su NPC treneri dobili imena uz njihov običan naslov.
Ova igra uvela i je novi alat zvan Pokégear, uređaj koji je igraču koristio kao mobitel, radio, karta i sat. Funkcija mobitela korištena je da bi igrač komunicirao s NPC trenerima u igri zbog potencijalnih revanš borbi. Radio stanice koje su bile odabrane utjecale su na Pokémone koji su mogli biti nađeni u divljini. Postojala je i jedna stanica koja je igraču govorila gdje se mogu pronaći određeni Pokémoni. Sat je uključivao vrijeme i dan u tjednu, a majka protagonista mogla ga je promijeniti iz Standardnog (Zimskog) u Dnevno (Ljetno) računanje vremena. Poznavajući vrijeme uvelike je pomagalo igraču jer su se mnogi Pokémoni pojavljivali u točno određeno vrijeme, a neki su se Pokémoni razvijali u točno određenom dijelu dana (Espeon i Umbreon iz Eeveeja, ovisno o danu ili noći), dok su se neka događanja odvijala u točno određenim danima tjedna. Sunce je sjalo od 6 ujutro do 6 navečer, a ostatak vremena bila je noć.
Ova je generacija kompletirana izlaskom Pokémon Crystal videoigre u prodaju, koja je bila jedina ekskluzivna Game Boy Color Pokémon igra, i jedina koja je igraču dopuštala da izabere svoj spol (inače, do izlaska ove igre, i djevojčice i dječaci u igri morali su biti muškog spola jer nije bilo izbora). Isto tako, bila je prva igra koja je prikazivala animirane Pokémone (Pokémon bi izveo neku animaciju ili kretnju kada bi ga igrač susreo u divljini ili kada je pušten iz Poké lopte) i tekst na ekranu koji je najavljivao da je igrač ušao u novu lokaciju. Crystal verzija modificirala je pronalazak triju Legendarnih zvijeri, u kojoj je igrač na kraju susreo Suicunea i dobio mogućnost uhvatiti ga. Doduše, ostalo dvoje igrač je morao pronaći na normalan, teži način (nasumičnim susretima u divljini).

### Treća generacija
Počevši od Pokémon Red i Blue igara, Pokémon Ruby i Sapphire dodale su još 135 novih Pokémona iz Hoenn regije, kao i Pokémon naravi (25 različitih tipova osobnosti Pokémona), 76 Pokémon sposobnosti (posebne sposobnosti koje Pokémon može koristiti u bilo koje vrijeme), Poké kockice i Pokémon izložbe, te borbe Pokémona dva na dva. Doduše, ova je generacija izgubila izmjenu dana i noći, kao i kalendar, iako u igri postoji sustav koji prati vrijeme i Pokémoni koji se pojavljuju i evoluiraju samo u određeno doba dana. Ove su verzije uvele i mogućnost uzgajanja Pokémon bobica na određenim mjestima, te je svaka imala svoju vremensku duljinu rasta i cvjetanja, kao i mogućnost pravljenja "Tajnih baza" u drveću i špiljama u koje igrač može smjestiti Pokémon lutke, stolove, stolce, biljke kao i druge stvari.
Mnogi novi Pokémoni ove generacije bili su predmeti kritika, iz razloga što previše nalikuju na Pokémone iz ranijih generacija (primjeri su Butterfree i Beautifly, Seel i Spheal, Kingler i Crawdaunt) ili ne nalikuju na "životinje" poput ostalih (Regirock, Regice, Registeel i Mawile).
Treća igra bila je Pokémon Emerald, koja je nadogradila PokéNAV trenerovim pogledom, koje su slične mobitelu u prethodnoj generaciji (ali malo modificiran, jer su igrači sada mogli primati pozive od Vođa dvorana koji su od njih mogli tražiti revanš do četiri puta, no igrači nisu mogli brisati brojeve NPC trenera). Emerald verzija doživjela je povratak Pokémon animacija nakon susreta s divljim Pokémonima. Sve tri verzije mogle su se igrati na Game Boy Advance konzolama.
Ova je generacija zaokružena igrama Pokémon FireRed i LeafGreen namijenjenima Game Boy Advance konzolama. To su poboljšane inačice prvih dviju Pokémon videoigara, koje su uključivale i izbor igračeva spola, nove predmete i regije, instruktore napada, kao i sve vrline druge i treće generacije, isključujući sustav izmjene dana i noći i (osim u Japanu) kompatibilnost s e-čitačem.
Svih pet igara kompatibilne su s programom pohranjivanja Pokémon Box: Ruby & Sapphire za Nintendo GameCube, kao i s Pokémon Colosseum i Pokémon XD: Gale of Darkness igrama. Ta je igra predstavila pustinjsku regiju Orre, kao i iskvarene Shadow Pokémone, i sposobnost "Otimanja"; sposobnost krađe/spašavanja Pokémona od njihovih zlih trenera i na kraju, pročišćenja njihova srca.
Ne nalik igrama druge generacije, treća generacija nije kompatibilna s prethodnim igrama u seriji, zbog hardverskih ograničenja. Zbog ovog problema, mnogi su Pokémoni postali nedostupni, no situacija je ispravljena puštanjem igara Pokémon Colosseum, Pokémon FireRed i LeafGreen te Pokémon Emerald. Pokémoni poput Celebija i Mewa, dostupni samo putem Nintendovih sponzoriranih događaja, morali su ponovno biti podijeljeni.

### Četvrta generacija
Četvrta generacija započela je puštanjem videoigara Pokémon Diamond i Pearl za Nintendo DS konzolu. Kako se primicao datum puštanja igara u prodaju, puštane su i neke sporedne igre, poput Pokémon Mystery Dungeon i Pokémon Ranger, koje su puštene u Japanu od jeseni 2005. i rane 2006. Pokémon Mystery Dungeon otada je stigla u Ameriku, a Pokémon Ranger pušten je u prodaju 30. listopada 2006. Mnogo Pokémona iz ove generacije, poput Munchlaxa i Weavilea, imalo je sporedna pojavljivanja u sedmom i osmom Pokémon filmu (Pokémon: Destiny Deoxys i Lucario and the Mystery of Mew), kao i u Pokémon XD: Gale of Darkness i prije spomenutim igrama.
Zla organizacija ovoga puta zove se Tim Galactic. Što se igara tiče, sustav izmjene dana i noći vratio se, s dva nova doba dana (zalazak i kasna noć), a razlike u spolovima očitije su, s malo modificiranim grafičkim znakovima Pokémona ovisno o spolu (ženke Butterfreeja imaju drukčije oznake na donjim krilima, ženke Woopera imaju kraća ticala od mužjaka, ženke Scizora imaju veći trbuh u usporedbi s mužjacima). Igre su kompatibilne s igrama treće generacije.

### Peta generacija
Petu generaciju predstavljaju igre Black i White 18. rujna[nedostaje izvor] 2010. (Japan), a završila igrama Black 2 i White 2. Po prvi puta se u na nekim stazama događa izmjena godišnjih doba. Uvedene su promjene u načinu igranja koje olakšavaju igranje mlađoj populaciji. TM-ovi se mogu koristiti neograničen broj puta, a moguće je odabrati redoslijed borbi protiv Elitne Četvorke. Otrovanje više nema učinaka izvan borbe. Uvedene i Skrivene sposobnosti. U igrama Black i White po prvi puta u povijesti Pokemon igara nema Pokemona iz prve 4 regije. Neki su kasnije dodani u Pokedex igara Black 2 i White 2. Novost u 5. generaciji je mogućnost borbe 3 na 3 odjednom, a postoji i takozvana rotacijska borba.
Za regiju Unova je nadahnuće bio sjeveroistok SAD-a. Zla organizacija se zove Tim Plazma, a u Black 2 i White 2, jedan dio njih je prestao biti antagonistima, te se bore protiv druge polovice tima, kojim upravlja glavni antagonist regije, Ghetsis.

### Šesta generacija
6. generacija predstavlja prve Pokemon igre na konzoli Nintendo 3DS. Generaciju su započele igre Pokemon X i Y (lansirane u cijelom svijetu 12. listopada 2013.) koje se odvijaju u regiji Kalos (temelji se na sjevernoj polovini Francuske[nedostaje izvor]), a završile prerade igara treće generacije (Omega Ruby / Alpha Sapphire). Najveće novosti u šestoj generaciji su koncept "mega evolucije", novi tip Pokemona (Vilinski), te igranje s Pokemonom kroz funkciju Pokemon-Amie. Također, u igrama X i Y po prvi puta je moguće mijenjati izgled protagonista kupnjom odjeće i odlaskom u frizerski salon.
Mega evolucija traje samo dok pojedina borba ne završi, dostupna samo određenom broju Pokemona, te su za nju potrebna dva kamena: jedan kojeg nosi trener, a drugog nosi Pokemon. Mega-evoluirani Pokemoni ponekad imaju nove sposobnosti ili tip u odnosu na Pokemona iz kojeg su evoluirali, a mega evolucija ih uvijek čini jačima po pitanju statistika. Posebnost 6. generacije su O-moći, koje se postupno otključavaju tijekom igre, a imaju razne pozitivne učinke.
Vilinski tip je uveden kako bi se smanjila prevlast Zmajskog tipa u natjecateljskim borbama. Super učinkovit je protiv Pokemona tog tipa, a na zmajske napade je imun. Međutim, Vilinski Pokemoni slabi su na napade Otrovnog i Čeličnog tipa.
Regija Kalos je zemljopisno i kulturno preslik sjeverne polovice Francuske. Zla organizacija se zove Tim Flare.

### Sedma generacija
Sedma generacija igara je započela naslovima Pokemon Sun i Moon, koji su pušteni u prodaju 18. studenog 2016. Nakon njih su uslijeili svojevrsni remakeovi pod nazivom Ultra Sun i Ultra Moon. U igračkom smislu, ova generacija donosi moćne predmete pod imenom Z-kristali i regionalne varijacije starijih Pokemona. Neke uhodane mehanike iz prethodnih generacija su nestale. Ne postoje dvorane u klasičnom smislu, a ukinuti su HM-ovi i TM-ovi, te zamijenjeni Pokemonima koje lik doziva preko naprave. Uvedene su SOS borbe, gdje divljem Pokemonu može u pomoć priskočiti drugi Pokemon. Posebni protivnici su tkzv. Pokemoni Totemi, divovski primjerci svoje vrste kojima se određene statistike povećavaju, a redovno prizivaju pomoć, tako da se igrač bori protiv dva Pokemona odjednom.
Z-kristali zamjenjuju mega-evolucije, no razlika je u tome što Z-kristali pretvaraju obične tehnike u moćnije napade. Postoje kristali vezani za pojedini tip Pokemona, ali i kristali vezani za točno određene Pokemone. U pravilu se Z-tehnika koja postaje moguća aktivacijom Z-kristala može koristiti samo jednom, no u igrama Ultra Sun i Ultra Moon, moguće je koristiti ove posebne tehnike više puta u jednoj borbi uz pomoć Rotom-dexa.
Regija Alola je nadahnuta Havajima. Umjesto vođa dvorana, postoje 4 kahune koji predstavljaju završni ispit za svaki od 4 otoka, nakon što igrač prođe manje ispite koje vode kapetani. Nakon završnog okršaja s Totemom određenog područja igrač dobiva Z kristal. U igrama važnu ulogu ima ciklus dana i noći, s time da je u igrama Moon i Ultra Moon sat igre pomaknut za 12 sati u odnosu na igre Sun i Ultra Sun.
Radnja igara 7. generacije je kompleksnija i mračnija nego u prethodnim generacijama, te uz otvorene antagoniste iz Tima Lubanja (Team Skull), postoje skriveni antagonisti. Ultra-zvijeri, Pokemoni iz druge dimenzije su ključni element mitologije regije, a u Ultra igrama je putovanje u druge dimenzije još naglašenije.
U igrama Ultra Sun i Ultra Moon, uvedena je mini igra surfanja na Mantineu, kojom igrač prelazi s otoka na otok. Po prvi puta u serijalu, novi Pokemoni su predstavljeni unutar jedne generacije. Postoji mnogo malih zadataka koje igrač može ispuniti tijekom igre. Interakcija s Rotomom može igraču donijeti kupone za razne Roto-moći,koje su slične O-moćima iz 6. generacije.
Igre Pokémon: Let's Go, Pikachu! i Let's Go, Eevee! su zaključile 7. generaciju, no u mnogome su različite od prethodnika. To su prve Pokemon igre na konzoli Nintendo Switch, te su prilagođene igračima igre Pokemon Go za mobilne telefone. Nema borbe s divljim Pokemonima, već igrači igraju mini-igru s bacanjem Poke-lopti. Popisi tehnika koje Pokemoni mogu naučiti su puno kraći nego u prethodnim igrama iz 7. generacije.
Igre odstupaju od uobičajenog trojca početnih Pokemona koje igrač može odabrati. Pikachu i Eevee mogu naučiti posebne tehnike svojstvene samo ovim igrama. Iako se radi o remakeovima igara smještenima u Kanto regiju, moguće je doći do regionalnih oblika Pokemona, a uvrštena su i dva sasvim nova Pokemona: Meltan i Melmetal.

### Osma generacija
8. generacija je počela igrama Pokémon Sword i Shield, koje su u cijelom svijetu lansirane 15. studenog 2019. Glede načina igranja, ova generacija donosi Dynamax i Gigantamax transformacije i nove regionalne varijacije starijih Pokemona.
Radnja igara se odvija u regiji Galar koja je koncipirana tako da predstavlja Veliku Britaniju. Osnovna regija predstavlja Englesku, a DLC je baziran na Škotskoj.
Po prvi puta su neki stariji Pokemoni u potpunosti izbačeni iz kôda igre, tako da ih nije bilo moguće dobiti čak ni razmjenom. Također, određen broj starijih tehnika je uklonjen iz igre. Iako su u kompaniji Game Freak koja je na igri radila opravdavali manji broj Pokemona hardverskim i softverskim ograničenjima, smanjeni Pokedex je dočekan s negativnim reakcijama od dugogodišnjih ljubitelja igara. Neki fanovi su išli do te mjere da su slali prijetnje smrću zaposlenicima Nintenda i Game Freaka. Na društvenoj mreži Twitter su isti ti fanovi širilu svoje osjećaje razočaranja i ljutnje hashtagom #BringBackNationalDeck (#BBND).
S DLC-om The Crown Tundra će biti proširen Pokedex na neke od prethodno izbačenih Pokemona. 

## Načela igara
Prvotne Pokémon igre bile su japanske RPG igre s elementima strategije, a kreirao ih je Satoshi Tajiri za Game Boy konzolu. Ove se igre (i njihovi nastavci, poboljšane inačice i prijevodi na engleski jezik) i dalje smatraju glavnim Pokémon igrama, i igre su na koje se mnoge igrači odnose kada spominju termin "Pokémon igre". Ove su se igre prodale u 100 milijuna kopija. Ovo ih čini drugom najprodavanijom igraćom franšizom, nakon Nintendove serije Super Marija.
Prve igre u seriji bile su Pokémon Red i Blue (Red i Green u Japanu, praćene s Blue verzijom, a kasnije posebnim izdanjem Yellow verzije). Sve su igre gotovo identične, osim činjenice da je svaka igra imala izabranu grupicu Pokémona koja se nije pojavljivala u drugim verzijama. Glavni cilj ovih igara bio je uhvatiti bar jednog člana od svake 151 vrste Pokémona, iako je 151. mogao biti uhvaćen samo kroz posebne promocije (ili kroz glitch u svim igrama prve generacije). Iako borba s čudovištima nije ništa novo za igre RPG žanra, mnogi igrači postaju gotovo ovisni o traženju, borenju i hvatanju svakog Pokémona u igri. Još jedan, vjerojatno lakši, cilj bio je postati Prvak Pokémon lige. Neke se Pokémone, poput Mewtwoa, moglo uhvatiti samo na taj način. Ovo se moglo izvršiti nakon prikupljanja svih osam bedževa pobjeđivanjem svih Vođa dvorana, te pobjeđivanjem Elitne četvorke i trenutačnog prvaka.

### Početni Pokémoni
Jedan od dosljednih aspekata svih Pokémon igara – od Pokémon Red i Blue za Nintendo Game Boy, do igara Sword i Shield za Nintendo Switch konzole – izbor je tri različita Pokémona na početku igračeve avanture; ta tri Pokémona etiketirana su kao početni (ili starter) Pokémoni. Igrač može birati između vodenog, vatrenog ili travnatog Pokémona, autohtonog za to područje; iznimka od ovog pravila je Pokémon Yellow (poboljšana inačica prvotnih igara koja prati priču Pokémon animirane serije), gdje igrač dobiva Pikachua, električnog miša, poznatog po tome što je maskota Pokémon medijske franšize.
U Pokémon Red i Blue i u njihovim poboljšanim inačicama Pokémon FireRed i LeafGreen, tri izbora jesu Bulbasaur, Charmander i Squirtle, dok je u posebnom izdanju Yellow verzije, početni Pokémon Pikachu. U Pokémon Gold, Silver i Crystal izbori su Chikorita,Cyndaquil, i Totodile. U Pokémon Ruby, Sapphire i Emerald izbori su Treecko, Torchic, i Mudkip. U Pokémon Diamond i Pearl izbori su Turtwig, Chimchar i Piplup.U BW i B2W2 su to Snivy, Tepig i Oshawott, a u X i Y su to Chespin, Fennekin i Froakie. U igrama Sun, Moon, Ultra Sun i Ultra Moon to su Rowlet, Litten i Popplio, u Let’s Go, Pikachu! i Let’s Go, Eevee! to su Pikachu i Eevee, u Galar regiji igara Pokemon Sword i Shield to su Grookey, Scorbunny i Sobble.
Dvije Pokémon igre namijenjene igranju na GameCube konzoli, Pokémon Colosseum i Pokémon XD: Gale of Darkness, dvije su iznimke travnato-vatreno-vodenog pravila. U Pokémon Colosseum igri, igrač započinje s Espeonom i Umbreonom, koji su već donekle trenirani, pa se ne može reći da su početni Pokémoni. U Pokémon XD: Gale of Darkness, igrač igru započinje Eeveejem i, nedugo nakon početka igre, dobiva izbor predmeta kojima može razviti Eeveeja u pet različitih evolucija: Vaporeona, Jolteona, Flareona, Espeona i Umbreona.
Jedan od prvih dizajniranih Pokémona su bili Rhydon i Snorlax kojega je dizajnirao Ken Sugimori, kao inspiraciju za Pokémona navodi svoju majku. 

### Pokédex
Pokédex je izmišljena elektronička naprava popularna u Pokémon videoigri i animiranoj seriji. U igri, kad god je Pokémon uhvaćen, podaci o njemu bit će dodani u igračev Pokédex, no u animiranoj seriji i manga stripovima, Pokédex je iscrpna i sveobuhvatna elektronička verzija enciklopedije, koja se obično koristi kada se susreće nekog Pokémona po prvi put i očekuju su neke informacije o njemu. 
U videoigrama, Pokémon trener dobiva praznu napravu na početku svog putovanja. Trenerov je cilj popuniti Pokédex susrećući i bar nakratko imajući (hvatanjem, razmjenom ili evolucijom) svaku od različitih vrsta Pokémona. Nakon pobjede nad Elitnom Četvorkom, otključava se prošireni Pokedex za odgovarajuću igru, pa je time i broj Pokemona koje treba uhvatiti veći. Igrač će dobiti ime i sliku Pokémona nakon što sretne jednog kojeg još nije susreo. Detaljnija informacija tipično je dostupna nakon što igrač uhvati člana te vrste Pokémona, njegovim hvatanjem, razmjenom ili evolucijom. Ova detaljna informacija uključuje visinu, težinu, vrstu i kratak opis Pokémona. U kasnijim verzijama Pokedexa dodavani su podatci o mjestu gdje se Pokemon može uhvatiti, zvuk glasanja, itd.
U 7. generaciji novost je da Pokedex nastanjuje Pokemon Rotom, koji ima interakciju s glavnim likom, što je dodatno prošireno u igrama Ultra Sun i Ultra Moon.

### Razmjena i borbe
U svim Pokémon igrama, razmjena Pokémona i borbe s drugim trenerima bitan su dio same igre. Ove igre zauzimaju mjesto u single-player igri ili kao aspekt u multiplayer igri. Kako bi se Pokémoni mogli razmijeniti, oba se trenera moraju složiti koji će se Pokémoni razmijeniti. Ovo se može obiti drugom igraču o glavu jer će neki bezobziran trener tvrditi da šalje jednog Pokémona i poslati drugog, ne tako rijetkog Pokémona. Nakon što se Pokémoni odaberu, vrši se razmjena. Za evoluciju nekih Pokemona su nužni određeni predmeti koje Pokemoni moraju imati tijekom razmjene. Nakon što se transfer obavi, trenerima se prikazuju njihovi novi Pokémoni. Poslije razmjene Pokémon dobiva dodatno iskustvo u borbi.U 3DS igrama uveden je Wonder Trade gdje preko nintendo portable wi-fi conection-a igrači razmjenjuju pokemone s nekim iz svijeta koji tada wonder trade-a, te ne znaju kojeg će pokemona dobiti.
Još jedan česti aspekt u svakoj Pokémon igri jest borba između trenera. Pravilo je da kada dvoje trenera uspostave kontakt očima, moraju se boriti. U singleplayer igrama, ovaj se "kontakt očima" strogo nameće, no neki NPC treneri imaju slab vidokrug, što znači da trener mora biti odmah pokraj njih prije nego ih izazove, dok će neki drugi izazvati trenera na borbu čim se pojave na ekranu. Pravila borbe većinom su ista i podudarna za oba trenera. To znači da oba trenera moraju svojim Pokémonima reći koji da napad koriste, no napadi se odvijaju u krugovima, a Pokémon koji je brži od onog drugog napast će prvi. Noviji tip borbe, dodan u Pokémon Ruby i Sapphire igrama, jest borba dva na dva. U takvim borbama, svaka strana ima dva Pokémona u igri. 
Razmjena i borba Pokémona u Game Boy igrama ostvarivala se Game Boy link kabelom između dvaju Game Boy konzola. Oba igrača uputila bi se u Pokémon centar i izrazila bi želju za razmjenom ili borbom. Ova su se pravila nastavila i na Game Boy Advance igre s jedinom iznimkom što se te igre nisu mogle povezati. Pokémon FireRed i LeafGreen uvele su sposobnost korištenja bežične naprave za povezivanje kako bi napravila veze bez žice u manjoj sobi. Ovo je umanjilo upotrebu kabela koji se prije koristio, ali se može koristiti samo u igrama Pokémon FireRed i LeafGreen.

## U drugim medijima

### Animirana serija
Pokémon animirana serija skup je zasebnih avantura, koja prikazuje Asha Ketchuma kao glavnog lika, i njegov san da postane Pokémon majstor – iako je bit riječi majstor nejasna. On i njegovi prijatelji putuju kroz svijet Pokémona, boreći se s ostalim Pokémon trenerima.
Prve, najpoznatije epizode jesu Pocket Monsters ili jednostavno Pokémon (često se na njih odnosi s frazom Pokémon: Gotta Catch 'em All kako bi ih se razlikovalo od ostalih serijala), koje prati avanture Asha Ketchuma tijekom njegovih putovanja kroz Kanto regiju. Pokémon World serijal pratio je njegove avanture kroz Orange otoke, mjesto koje je inače nedostupno u samim videoigrama, a Pokémon: Johto journeys, Pokémon: Johto league champions i Pokémon: Master Quest serijali pratili su Asha tijekom putovanja kroz Johto regiju. Ovi serijali temelje se na prvoj i drugoj generaciji Pokémona. Ashovi prijatelji tijekom ovih putovanja bili su Brock, Vođa dvorane grada Pewtera; Misty, najmlađa od četiriju sestara koje vode dvoranu grada Ceruleana; i poslije Tracey Sketchit, umjetnik i Pokémon promatrač koji im je pravio društvo tijekom putovanja kroz Orange otoke.
U prvotnim sezonama, Ashov je glavni protivnik još jedan trener iz grada Palleta, Gary Oak. Gary (čiji je djed Prof. Oak, čovjek koji je zadužen davati novim trenerima njihove prve, početne Pokémone) je jako poznat i praćen hrpom navijačica. Imena Ash i Gary dolaze od japanskih imena istih likova, Satoshija i Shigerua. Ova imena preuzeta su od dva čovjeka koji su zaduženi za čitav Pokémon projekt – tvorac Pokémona Satoshi Tajiri, i Shigeru Miyamoto, koji je Satoshiju pomogao da stvori cijeli projekt.
Saga se nastavlja tijekom serijala Pokémon: Advanced, Pokémon: Advanced Generation, i Pokémon: Advanced Battle, koji prate Asha i njegova putovanja kroz Hoenn, južnu regiju Pokémon svijeta. Ash preuzima ulogu učitelja i mentora mladoj Pokémon trenerici imena May. Njen brat Max prati ih tijekom njihova putovanja koji, iako nije Pokémon trener, poznaje ogromnu količinu informacija vezanih uz Pokémone. Brock (iz prvotnih sezona) ubrzo sustiže Asha, May i Maxa te im se pridružuje, ali se Misty vraća u grad Cerulean da bi preuzela svoju ulogu Vođe dvorane. Ova je sezona temeljena na trećoj generaciji Pokémona.
Poslije se Ash vraća u svoj rodni grad Pallet smješten u Kanto regiji i odlučuje se natjecati u Borbama bez granica (Battle Frontier), dok se May natječe u Kanto Pokémon Izložbama. Tijekom putovanja, nakratko im se pridružuje i Misty, na njenom putu prema dvorani grada Ceruleana. Ovaj dio serijala donekle se temelji na igrama Pokémon FireRed i LeafGreen te igri Pokémon Emerald.
Nakon rastanka s May i Maxom, Ash se vraća u Pallet, prije odlaska u regiju Sinnoh. Tamo upoznaje Dawn, koja kao i May, voli Pokemon Izložbe. Zajedno s Brockom otkrivaju tajnu regije, čija mitologija je zasnovana na konceptu prostora i vremena, te stvaranju novih svjetova- plan kojega ima Cyrus, glavni antagonist regije.
U regiji Unova, u koju Ash putuje nakon oproštaja s Dawn i Brockom koji odlučuje raditi na tome da postane uzgajivač, Ash upoznaje Iris, djevojku koja trenira Pokemone zmajskog tipa, te Cilana, koji je jedan od vođa dvorane grada Striatona, te je vrstan kuhar.
U regiji Kalos Ash se sprijateljio s mladom Serenom, te vođom dvorane grada Lumiosea Clemontom, te njegovom mlađom sestrom Bonnie. Clemont je vrlo mlad i pametan izumitelj koji, unatoč navici da stvari analizira racionalno, otkriva i emocionalnu stranu treniranja Pokemona. Serena je kao dijete srela Asha u ljetnom kampu, te je zapravo htjela postati trener s namjerom da mu vrati rubac koji je on bio omotao oko njezinog ozlijeđenog koljena.
U regiji Alola, Ash je upoznao profesora Kukuija, te ispitne kapetane Lanu, Kiawea, Mallow te Sophoclesa. Svi zajedno su pomagali plašljivoj Lillie koja je sakrivala neke tajne vezane uz svoju majku. Ash je u Aloli imao nekoliko iskustava putovanja kroz vrijeme i u druge dimenzije.
Trenutačno, Ash putuje po regijama koje je već posjetio, ali također upoznaje i novu regiju Galar.

### Trading Card Game
Pokémon Trading Card Game igra je u kojoj se koriste karte za skupljanje, čiji je cilj jednak kao u borbama u Pokémon videoigrama; igrači moraju koristiti karte (s individualnim snagama i slabostima) u pokušaju da pobijede protivnika "onesvješćivanjem" svih njegovih karata. Igra je prvi put puštena u prodaju u Sjevernoj Americi 1999., a izdavač je bio Wizards of the Coast.
Ipak, s puštanjem igara Pokémon Ruby i Sapphire videoigara namijenjenim za Game Boy Advance konzolu u prodaju, Nintendo USA preuzeo je igru karata od prethodnog izdavača karata, Wizards of the Coast te ih je Nintendo USA počeo sam izdavati i puštati u prodaju. Expedition ekspanzija uvela je Pokémon-e Trading Card Game, karte koje su (većim dijelom) bile kompatibilne s Nintendo e-readerom. Nintendo je prekinuo s izdavanjem ovakvih karata nakon što su EX FireRed i LeafGreen karte puštene u prodaju. 1998. Nintendo je u prodaju pustio Game Boy Color inačicu karata u Japanu. 2000. ista je bila puštena u prodaju i u SAD-u i Europi. Ova je igra sadržavala digitalne verzije karata iz prvotnih setova karata i prve dvije ekspanzije (Jungle i Fossil), ali je isto tako sadržavala nekoliko karata ekskluzivnih za samu igru. Postoji i nastavak eskpanzije, ali nije bio pušten u prodaju izvan Japana.

### Pokémon manga stripovi
Postoji nekoliko različitih, većinom japanskih, Pokémon manga stripova od kojih je 11 prevedeno na engleski jezik (time otvarajući jednostavniji put do prijevoda na druge jezike). Većina je stripova prilično drukčija od igara i animirane serije zbog istaknutijeg nasilja (Pokémoni katkad i umiru u borbi) i neprimjerenog jezika (koji je mahom ublažen u engleskim verzijama).

## Kulturni utjecaj
Zabavni program imena Pokémon Live! obišao je Sjedinjene Američke Države 2000. godine. Temeljio se na Pokémon animiranoj seriji, ali je imao neke neprekidne greške vezane uz nju. 2002. zakazana je turneja diljem Europe, ali otkazana je iz nepoznatih razloga, vjerojatno zbog manjka interesa.
Pokémoni, postavši nevjerojatno popularna franšiza, ostavili su velik trag u popularnoj kulturi. Sami Pokémoni postali su ikone u popularnoj kulturi; primjeri su Pikachu balon koji se pojavio tijekom parade održane za Dan zahvalnosti u New Yorku, Pokémon-stiliziran Boeing 747-400, preko tisuću prodajnih predmeta i tematski parkovi u Nagoyi, Japan 2005. i Taipeiju 2006. Pokémoni su se pojavili i na naslovnici Time magazina 1999. Humoristična animirana serija Drawn Together ima lik imena Ling-Ling koji je izravna parodija na Pikachua. Razne serije poput ReBoota, The Simpsonsa, South Parka i All Grown Up! napravile su parodiju na Pokémone u nekima od svojih epizoda.

## Kontroverze i kritike
Prvotni dizajn Pokémona Jynxa (na slici desno) imao je nevjerojatnu sličnost s blackface zabavljačima. Iako Jynx vjerojatno predstavlja parodiju na japanske Ganguro i Yamanba trendove, koji su tijekom puštanja Pokémona u prodaju bili veoma popularni, ne može se poreći da se blackface-likovi nisu pojavljivali u ostalim animiranim serijama i manga stripovima.
Kako su Pokémoni postajali sve poznatiji u SAD-u, zamjetna sličnost s rasističkom slikom iz američke povijesti uvrijedila je neke. Posebno je uvrijedila autoricu dječjih knjiga Carole Boston Weatherford, koja je sliku Jynxa optužila da je rasistički stereotip u njezinu članku imena Politically Incorrect Pokémon, u magazinu Black World Today, ubrzo nakon što je prikazana epizoda Holiday Hi-Jynx. Epizoda je poslije zabranjena u SAD-u.
Kao odgovor na ovu kontroverzu, 2002. Nintendo je Jynxovu crnu boju lica promijenio u ljubičastu u Pokémon videoigrama, promjena koja će u animiranoj seriji biti vidljiva tri godine poslije, u Advanced Generation sezoni.

### Okrutnost prema životinjama
Neki su ljudi primarni mehanizam Pokémona usporedili s borbama pijetlova. Gledano s ove točke, igra se prvenstveno sastoji od hvatanja i razmjenjivanja "divljih životinja", tjerajući ih da se bore jedne s drugima. Isto tako, sadrži brojne lijekove i droge koje pojačavaju njihovu snagu u borbama. Neki ljudi smatraju da bi ovo moglo potaknuti djecu na okrutnost prema životinjama i kockanje.
Doduše, fanovi ove borbe vide kao prijateljsko nadmetanje između dva tima Pokémona i njihovih trenera. Iz ove točke gledišta, Pokémoni nisu prisiljeni na borbu. Postoje i neki teritorijalni Pokémoni (primjerice Pidgeotto), iako je njegovo ponašanje veoma različito od teritorijalne prirode pijevaca, koji će napadati neprijateljskog pijevca dok jedan od njih ne ugine. Isto tako, većina trenera u borbama ne iscrpljuju Pokémone do smrti, gledajući borbu na rubu ringa. U igrama i animiranoj seriji, publiku se uči da borbe između Pokémona nisu nužne i ne dovode do rješenja problema, iako postoje primjeri okrutnih i nasilnih trenera. Nadalje, Pokémoni u borbama nikada ne umiru; samo postanu jako umorni, ponekad do te granice da se onesvijeste. Isto tako, u animiranoj seriji napominje se nekoliko puta da bi se treneri trebali boriti zajedno s Pokémonima, kao tim, ne jednostavno tjerajući ih da to čine sami. Nadalje, Pokemoni poglavito Borbenog tipa imaju izraženu želju sudjelovati u borbama (na što upućuje i naziv tipa), s ciljem jačanja samih sebe.

### Zdravlje
16. prosinca 1997. preko 635 djece u Japanu hospitalizirano je s konvulzivnim epileptičkim napadajima. Utvrđeno je da je uzrok napadaja bilo gledanje epizode Pokémona, "Dennō Senshi Porygon" ili "Električni Vojnik Porygon" te otada ova epizoda više nikada nije bila prikazivana. Nakon dodatnog istraživanja, dokazano je da su crveno-plavi svjetlucajući efekti tijekom dijela epizode rezultirali napadajima kod nekih osoba, čak i ako prije nisu imali povijest epileptičkih napadaja. Kao posljedica toga, mnogi su proizvođači videoigara (uključujući i Nintendo) dodali etikete upozorenja na njihove proizvode, upozoravajući da bi izlaganje svjetlosnim efektima igre moglo uzrokovati epileptičke napadaje kod ljudi osjetljivih na fotosenzitivnu epilepsiju. Nakon ovog incidenta, Porygon se nije pojavljivau u dužim scenama niti u animiranoj seriji, niti u filmovima.

### Tužba Urija Gellera
U studenom 2000., izraelsko-britanski mađioničar i samoprozvani vidovnjak Uri Geller tužio je tvrtku Nintendo za iznos od 60 milijuna funti zbog japanskog imena Pokemona Kadabra. ユンゲラー, romanizirano kao Yungerer, ovo ime je vizualno slično imenu mađioničara na pismu katakana (ユリゲラー). Spor traje i u 2020. godini, te se Kadabra nije pojavlo u novijim izdanjima igraćih karata, od 2002. nadalje.

## Videoigre

### Prva generacija
Game Boy:
- Pokémon Red
- Pokémon Blue
- Pokémon Green
- Pokémon Yellow

Nintendo N64:
- Pokémon Stadium
- Pokémon Stadium 2

### Druga generacija
Game Boy Color:
- Pokémon Gold
- Pokémon Silver
- Pokémon Crystal

### Treća generacija
Game Boy Advance:
- Pokémon Ruby
- Pokémon Sapphire
- Pokémon Emerald

### Četvrta generacija
- Pokémon Ranger: The Road to Diamond and Pearl
- Pokémon Diamond
- Pokémon Pearl
- Pokémon Mystery Dungeon: Red and Blue
- Pokémon Battle Revolution
- Pokémon Platinum
- Pokémon HeartGold
- Pokémon SoulSilver

### Peta generacija
- Pokémon Black
- Pokémon White
- Pokémon Black 2
- Pokémon White 2
- Pokemon + Nobunaga's Ambition

### Šesta generacija
- Pokémon X
- Pokémon Y
- Pokémon Omega Ruby
- Pokémon Alpha Sapphire

### Sedma generacija
- Pokémon Sun
- Pokémon Moon Pokemon Ultra Sun Pokemon Ultra Moon

Osma generacija
- Pokemon Sword

- Pokemon Shield

## Animirani serijali
- Indigo League (82 epizode)
- Orange Islands (36 epizoda)
- Johto journeys (41 epizoda)
- Johto Champions (52 epizoda)
- Master Quest (65 epizoda)
- Advanced (40 epizoda)
- Advanced Challenge (51 epizoda)
- Advanced Battle (45 epizoda)
- Battle Frontier (47 epizoda)
- Diamond and Pearl (52 epizode)
- DP Battle Dimension (52 epizode)
- DP Galactic Battles (52 epizode)
- DP Sinnoh League Victors (34 epizode)
- Pokémon: Black and White (48 epizode)
- Pokémon: Black and White: Rival Destinies
- Pokémon: Black and White: Adventures in Unova and Beyond
- Pokémon the Series: X & Y (82 epizode)
- Pokémon the Series: X & Y: Kalos Quest (39 epizode)
- Pokémon the Series: X & Y: Z (48 epizode)
- Pokémon Chronicles (22 epizode)
- Pokémon: Sun & Moon (43 epizode)
- Pokémon: Sun & Moon - Ultra Adventures (48 epizoda)
- Pokémon the Series: Sun & Moon – Ultra Legends (54 epizode)
- Pokémon Journeys (traje)